# Associação Esportiva Velo Clube Rioclarense
La Associação Esportiva Velo Clube Rioclarense, más conocido como Velo Clube es un equipo de fútbol de Brasil. Juega actualmente en el Campeonato Paulista Serie A1. Es de la ciudad de Río Claro.

## Historia
Fundado en 28 de agosto de 1910, con el propósito para crear un club que fuera vuelto al ciclismo. A partir de 1920 el club pasó a practicar el fútbol. Con cinco años de actividad, el club conquistó su primer título, el Campeonato del Interior del Estado de São Paulo.

## Rivalidades
Su mayor rival es el Río Claro Futebol Clube de la misma ciudad. Otro rival es la Inter de Limeira.

## Entrenadores
- Waguinho Dias (octubre de 2014–?)[6][7]
- João Vallim (junio de 2015–febrero de 2016)[8][9][10]
- Luis dos Reis (febrero de 2016–2016)[10]
- Álvaro Gaia (junio de 2016–?)[11]
- Karmino Colombini (octubre de 2018–?)[12]
- Maurílio Silva (agosto de 2021–septiembre de 2021)[13][14]
- Ney de Paula (septiembre de 2021–noviembre de 2021)[14][15]
- Fahel Júnior (noviembre de 2021–marzo de 2022)[15][16]
- Alberto Félix (octubre de 2022–?)[17]
- Fahel Jr. (septiembre de 2023–enero de 2024)[18][19]
- Guilherme Alves (enero de 2024–junio de 2024)[19][4]

## Palmarés
- Campeonato Paulista del Interior: 1925